# سمايل بليز
شركة سمايل بليز المحدودة أو (شركة «ابتسم لو سمحت» المحدودة) باليابانية (有限会社 يوجن كايشى) وبالإنجليزية (Smile Please Co., Ltd)، تأسست في أكتوبر 2004، هي شركة إنتاج شركة سكوير إنيكس و الملحن نوبُو أويماتسو.

## وصلات خارجية
- الموقع الرسمي سمايل بليز (الياباني)
- نوبُو أويماتسو موقع سكوير اينكس الرسمي (الياباني) نسخة محفوظة 14 فبراير 2006 على موقع واي باك مشين.
- أويماتسو موقع سكوير إنيكس الرسمي (الإنجليزي)
- سكوير إنيكس موقع فاينل فانتسي XIV الرسمي (الإنجليزي)